# Barbara Roles
Barbara Ann Roles (* 6. April 1941 in San Mateo, Kalifornien) ist eine ehemalige US-amerikanische Eiskunstläuferin, die im Einzellauf startete.
Im Jahr 1960 wurde Barbara Roles, die Tochter des Rasserennpferdtrainers Carlton A. Roles (1903–1970), nationale Vizemeisterin hinter Carol Heiss und gewann sowohl bei der Weltmeisterschaft in Vancouver wie auch bei den Olympischen Spielen in Squaw Valley die Bronzemedaille hinter Heiss und der Niederländerin Sjoukje Dijkstra. Danach trat sie zurück, heiratete, nahm den Namen ihres Ehemanns, Pursley, an und bekam ein Kind, Shelley genannt. Nach dem Flugzeugabsturz der US-Mannschaft auf deren Weg zur Weltmeisterschaft 1961 in Prag wurde Roles gebeten, zum Wettkampfsport zurückzukehren und vor allem den Eiskunstläuferinnen, die nun früher als sonst üblich bei internationalen Turnieren antreten mussten, mit ihrer Erfahrung zu helfen. So gewann Roles bei ihrer Rückkehr 1962 ihren ersten nationalen Meistertitel. Sie beendete die Weltmeisterschaft auf dem fünften Platz. Danach bekam sie ihr zweites Kind, Ronald Dean, den sie nach ihrem, bei dem Flugzeugabsturz getöteten, Mentor Deane McMinn benannte. Sie nahm deswegen an keinem Wettbewerb im Jahr 1963 teil, versuchte aber sich noch einmal für die Olympischen Spiele 1964 zu qualifizieren, dies gelang ihr allerdings nicht, sie wurde Fünfte bei den nationalen Meisterschaften. Danach verabschiedete sie sich endgültig vom Amateursport. Später wurde sie Trainerin. Zu ihren Schülern gehörten Brian Pockar, Rosalynn Sumners und Nicole Bobek.

## Ergebnisse
| Wettbewerb / Jahr                | 1959 | 1960 | 1961 | 1962 | 1963 | 1964 |
| -------------------------------- | ---- | ---- | ---- | ---- | ---- | ---- |
| Olympische Winterspiele          |      | 3.   |      |      |      |      |
| Weltmeisterschaften              | 5.   | 3.   |      | 5.   |      |      |
| US-amerikanische Meisterschaften | 3.   | 2.   |      | 1.   |      | 5.   |